# Maria Chiara
Maria Chiara (Oderzo, 24 de novembre de 1939) és una soprano Italiana.
Estudià al Conservatori de Venècia i a Torí amb el tenor Ricardo Cassinelli i la soprano Maria Carbone. Feia el seu debut a Venècia el 1965 com a Desdemona a Otello.
Freqüentment realitzà papers de les òperes de Puccini i Verdi, incloent-hi Aida (una producció de Teatro Alla Scala dirigida per Luca Ronconi, Violetta Valéry, Floria Tosca i Butterfly. Encara que retirada com a artista, roman activa en la formació de nous cantants.
Va cantar al Gran Teatre del Liceu de Barcelona en la temporada 1978-1979, en una producció de I Capuleti e i Montecchi de Vincenzo Bellini.

## Discografia (selecció)
- Wolf-Ferrari, Il segreto di Susanna - Lamberto Gardelli, Bernd Weikl, Maria Chiara, Orquestra del Royal Opera House, en directe al Covent Garden, 1976 Decca.
- Verdi, Aida - Maria Chiara, Luciano Pavarotti, Guena Dimitrova, Leo Nucci, Paata Burtxuladze, Cor i Orquestra del Teatre La Scala, Lorin Maazel, 1986 Decca
- Maria Chiara: Vienna Volksoper Orchestra, Nello Santi. The Decca Recitals, 1972 Decca.